# Софьинский сельсовет (Тамбовская область)
Софьинский сельсовет — муниципальное образование со статусом сельского поселения в составе Умётского района Тамбовской области России.
Административный центр — село Софьинка.

## История
В соответствии с Законом Тамбовской области от 17 сентября 2004 года № 232-З установлены границы муниципального образования и статус сельсовета как сельского поселения.

## Население
| 2010 | 2012 | 2013 | 2014 | 2015 | 2016 | 2017 |
| ---- | ---- | ---- | ---- | ---- | ---- | ---- |
| 503  | ↘485 | ↘481 | ↘470 | ↘458 | ↘441 | ↘428 |
| 2018 | 2019 | 2020 | 2021 |      |      |      |
| ↘422 | ↘403 | ↘393 | ↘274 |      |      |      |

## Состав сельского поселения
| № | Населённый пункт | Тип населённого пункта       | Население |
| - | ---------------- | ---------------------------- | --------- |
| 1 | Баклуша          | посёлок                      | 0         |
| 2 | Варваринка       | деревня                      | ↘94       |
| 3 | Натальевка       | деревня                      | ↘35       |
| 4 | Новая Деревня    | деревня                      | ↘56       |
| 5 | Осиновка         | деревня                      | ↘56       |
| 6 | Софьинка         | село, административный центр | ↘196      |